# Ilyos Zeytulayev
Ilyos Zeytulayev (en uzbeko: Илёс Зейтулаев, Angren, RSS de Uzbekistán, 13 de agosto de 1984) es un exfutbolista y entrenador de fútbol de Uzbekistán que jugaba en las posiciones de centrocampista y delantero. Actualmente es el entrenador del San Salvo Calcio de Italia.

## Carrera

### Club
| Periodo   | Club                      |
| --------- | ------------------------- |
| 2001–2005 | Juventus FC               |
| 2005–2007 | Reggina Calcio            |
| 2006      | → FC Crotone (cedido)     |
| 2006–2007 | → Genoa CFC (cedido)      |
| 2007      | → Vicenza Calcio (cedido) |
| 2007–2008 | Hellas Verona             |
| 2008–2009 | Pescara Calcio            |
| 2009–2013 | SS Virtus Lanciano 1924   |
| 2014      | Torino FC                 |
| 2014      | → HNK Gorica (cedido)     |
| 2015–2018 | Cupello Calcio            |

### Selección nacional
Jugó para Uzbekistán en 10 ocasiones de 2001 a 2007 y anotó dos goles; participó en la Copa Mundial de Fútbol Sub-20 de 2003, la copa Asiática 2004 y dos eliminatorias mundialistas.

## Logros
- Serie A (2): 2001-02, 2002-03